# Саїманга рудобока
Саїманга рудобока (Anthreptes aurantius) — вид горобцеподібних птахів родини нектаркових (Nectariniidae). Мешкає в Центральній Африці.

## Поширення і екологія
Рудобокі саїманги мешкають в Камеруні, Республіці Конго, ДР Конго, ЦАР, Екваторіальній Гвінеї і Анголі. Вони живуть в тропічних лісах, чагарникових заростях, в саванах, на болотах і солончаках.